# Ère Kaō
Kaō (嘉応) est une des ères du Japon (年号,, nengō,, lit. « nom de l'année ») après l'ère Ninnan et avant l'ère Jōan. Cette ère couvre la période qui s'écoule du mois d'avril 1169 au mois d'avril 1171. L'empereur régnant est Takakura (高倉天皇).

## Changement d'ère
- 30 janvier 1169 Kaō gannen (嘉応元年?) : Le nom de la nouvelle ère est créé pour marquer un événement ou une suite d'événements. L'ère précédente se termine et la nouvelle commence en Nin'an 4, le 8e jour du quatrième mois de 1169[3].

## Événements de l'ère Kaō
- 1169 (Kaō 1, 3e mois) : L'ancien empereur Go-Shirakawa effectue un pèlerinage au mont Koya[4].
- 1169 (Kaō 1, 6e mois) : Go-Shirakawa prend la tonsure de prêtre bouddhiste et le titre Hōō[4].
- 1169 (Kaō 1, 12e mois) : Le chūnagon Fujiwara no Nurisika est banni vers la province de Bingo à la suite de plaintes des prêtres bouddhistes du mont Hiei mais est peu après rappelé à Heian-kyō à cause de services précédemment rendus à l'empereur Go-Shirakawa[4].

| Kaō       | 1re  | 2e   | 3e   |
| Grégorien | 1169 | 1170 | 1171 |